# Allotropa thompsoni
Allotropa thompsoni är en stekelart som beskrevs av David Timmins Fullaway 1913. 
Allotropa thompsoni ingår i släktet Allotropa och familjen gallmyggesteklar. Inga underarter finns listade i Catalogue of Life.